# Peter J. Brenner
Peter Josef Brenner (* 8. Dezember 1953 in Kirchen, Rheinland-Pfalz) ist ein deutscher Germanist, Philosoph, Erziehungswissenschaftler und Hochschullehrer.

## Leben
Brenner studierte an der Rheinischen Friedrich-Wilhelms-Universität Bonn Philosophie, Germanistik, Erziehungswissenschaft und Komparatistik. Er wurde 1979 ebenda mit einer Arbeit zum Thema Die Krise der Selbstbehauptung: Subjekt u. Wirklichkeit im Roman d. Aufklärung promoviert. Nach seiner Promotion arbeitete Brenner als wissenschaftlicher Assistent an der Universität.
1989 habilitierte er sich an der Universität Regensburg mit einer Arbeit zum Thema Reisen in die Neue Welt: die Erfahrung Nordamerikas in deutschen Reise- und Auswandererberichten des 19. Jahrhunderts. Nach seiner Habilitation wurde er Dozent an der Universität Regensburg. Er erhielt ein Heisenberg-Stipendium an der Universität Bayreuth.
1991 ging er an die Universität zu Köln. Dort hatte er bis 2009 eine Professur für Neuere deutsche Literaturgeschichte an der Philosophischen Fakultät inne.
Ab 2009 war er an der Technischen Universität München (TUM) tätig. Er war Gründungsgeschäftsführer der TUM School of Education. Später wurde er dort Akademischer Direktor an der Carl von Linde-Akademie der TUM.
Brenner hatte Gastprofessuren an der University of North Carolina at Chapel Hill und an der Universität Innsbruck. Er war von 2015 bis 2018 Direktor des Archivs der TUM. 2016 wurde er in die Klasse I der Europäischen Akademie der Wissenschaften und Künste aufgenommen. Seit 2017 ist er Mitglied des Akademischen Rates der Humboldt-Gesellschaft.
Brenner schreibt Artikel für Tumult. Vierteljahresschrift für Konsensstörung. Er gehört zum Mitarbeiterstamm dieser Zeitschrift.

## Institut für Medienevaluation, Schulentwicklung und Wissenschaftsberatung
1999 gründete Brenner das Institut für Medienevaluation, Schulentwicklung und Wissenschaftsberatung (IMSW). Das Institut verfolgt das Ziel, das deutsche Bildungssystem an neue Herausforderungen wie Klimawandel, Migrationsbewegungen und digitale Medienlandschaft anzupassen.

## Offener Brief an die FAZ
Brenner veröffentlichte im Oktober 2020 in der Zeitschrift Tumult einen offenen Brief, in dem er erläutert, warum er sein Abonnement bei der Frankfurter Allgemeinen Zeitung (FAZ) gekündigt hat. In diesem Brief setzte er sich kritisch mit dem Anspruch der FAZ und ihrer tatsächlichen Tätigkeit auseinander. Ausgehend vom Werbeslogan der FAZ: „Wer sich intelligent informieren möchte, liest die FAZ: gründlich recherchierte Fakten, präzise Analysen, klug geschriebene Kommentare. Eine Zeitung, gemacht von erstklassigen Journalisten für Leser mit höchsten Ansprüchen.“ verglich Brenner Punkt für Punkt an ausgewählten Beispielen diesen Anspruch mit der Zeitungswirklichkeit. Z. B. konstatierte Brenner zum Punkt „Gründlich recherchierte Fakten“, dass in der Ausgabe vom 5. Februar 2020 in der FAZ behauptet wurde, dass „gut die Hälfte“ der Flüchtlinge von 2015 bis 2020 einer Erwerbstätigkeit nachgingen. Nach Daten des Statistischen Bundesamtes hätten aber nur 20 % der Flüchtlinge eine sozialversicherungspflichtige Tätigkeit, während 80 % staatliche Transferleistungen empfingen.

## Offener Brief an die wbg
In einem weiteren offenen Brief in der Zeitschrift Tumult im April 2019 erläuterte Brenner, warum er nach fast 50-jähriger Mitgliedschaft aus der Wissenschaftlichen Buchgesellschaft (wbg) ausgetreten ist. Als Grund führte er an, dass die wbg mehr und mehr „um Beifall beim Zeitgeist buhlt“, indem sie z. B. Thilo Sarrazins Bücher von ihrem Vertrieb ausschloss.

## Privatleben
Brenner ist verheiratet und Vater zweier Kinder.

## Werke (Auswahl)
- Fremde Götter: Religion in der Migrationsgesellschaft, Manuscriptum, 2017, ISBN 978-3944872681 eingeschränkte Vorschau in der Google-Buchsuche
- Korbinian Aigner: Ein bayerischer Pfarrer zwischen Kirche, Obstgarten und Konzentrationslager, Bauer-Verlag GmbH, 2016, ISBN 9783955510176 eingeschränkte Vorschau in der Google-Buchsuche
- Neue deutsche Literaturgeschichte: Vom »Ackermann« zu Günter Grass, de Gruyter, 2011, ISBN 978-3484108974 eingeschränkte Vorschau in der Google-Buchsuche
- Kultur als Wissenschaft: Aufsätze zur Theorie der modernen Geisteswissenschaft – vor Bologna, nach Bologna, LIT, 2010, ISBN 978-3825860219 eingeschränkte Vorschau in der Google-Buchsuche
- Bildungsgerechtigkeit, W. Kohlhammer GmbH Stuttgart, 2010, ISBN 978-3-17-021096-7 eingeschränkte Vorschau in der Google-Buchsuche
- Wie Schule funktioniert: Schüler, Lehrer, Eltern im Lernprozess, W. Kohlhammer GmbH, 2007, ISBN 978-3170195196 eingeschränkte Vorschau in der Google-Buchsuche
- Schule in Deutschland: Ein Zwischenzeugnis, W. Kohlhammer GmbH, 2006, ISBN 978-3170190856 eingeschränkte Vorschau in der Google-Buchsuche
- Gotthold Ephraim Lessing, Reclam, Philipp, jun. GmbH, 2000, ISBN 978-3150176221 eingeschränkte Vorschau in der Google-Buchsuche
- Das Problem der Interpretation: Eine Einführung in die Grundlagen der Literaturwissenschaft, De Gruyter, 1998, ISBN 978-3484220584 eingeschränkte Vorschau in der Google-Buchsuche
- Reisekultur in Deutschland: Von der Weimarer Republik zum >Dritten Reich<, De Gruyter, 1997, ISBN 978-3484107649 eingeschränkte Vorschau in der Google-Buchsuche
- Geist, Geld und Wissenschaft, Suhrkamp, 1993, ISBN 978-3518386187 eingeschränkte Vorschau in der Google-Buchsuche
- Reisen in die Neue Welt: die Erfahrung Nordamerikas in deutschen Reise- und Auswandererberichten des 19. Jahrhunderts, Tübingen: Niemeyer, 1991, ISBN 978-3-484-35035-9 eingeschränkte Vorschau in der Google-Buchsuche
- Der Reisebericht in der deutschen Literatur, De Gruyter, 1990, ISBN 978-3484603653 eingeschränkte Vorschau in der Google-Buchsuche
- Arno Schmidt – ein unerledigter Fall, Edition Text u. Kritik, 1983, ISBN 9783921402504 eingeschränkte Vorschau in der Google-Buchsuche
- Die Krise der Selbstbehauptung: Subjekt u. Wirklichkeit im Roman d. Aufklärung, Tübingen: Niemeyer, 1981, ISBN 978-3-484-18069-7